# Foreste miste montane dell'Europa mediterranea
Le foreste miste montane dell'Europa mediterranea sono una ecoregione globale che fa parte della lista Global 200 delle ecoregioni prioritarie per la conservazione definita dal WWF. Appartiene al bioma delle Foreste di conifere temperate della regione paleartica. Interessa l'Europa meridionale e orientale e parte del Nordafrica occidentale.
Lo stato di conservazione è considerato in pericolo critico.

## Territorio
La regione si estende per circa 460.000 km² su varie zone montane europee, i Pirenei, le Alpi, gli Appennini, le Alpi Dinariche, i Carpazi, i Rodopi, le foreste e i monti della Crimea, e i monti dell'Atlante e del Rif in Africa nord-occidentale.

### Stati
L'ecoregione interessa 24 stati appartenenti a due continenti (Europa e Africa):
- Albania,
- Algeria,
- Andorra,
- Austria,
- Bosnia ed Erzegovina,
- Bulgaria,
- Croazia,
- Repubblica Ceca,

- Francia,
- Germania,
- Grecia,
- Italia,
- Liechtenstein,
- Macedonia del Nord,
- Marocco,
- Polonia,

- Romania,
- Russia,
- Slovacchia,
- Slovenia,
- Spagna,
- Svizzera,
- Tunisia,
- Ucraina.

### Ecoregioni
Le foreste miste montane dell’Europa mediterranea sono composte da 8 ecoregioni terrestri:
- PA0501 - Foreste di conifere e foreste miste delle Alpi
- PA0504 - Foreste di conifere montane dei Carpazi
- PA0513 - Foreste di conifere e miste del Mediterraneo
- PA0401 - Foreste montane decidue degli Appennini
- PA0416 - Complesso forestale submediterraneo della Crimea
- PA0418 - Foreste miste delle Alpi Dinariche
- PA0433 - Foreste miste e di conifere dei Pirenei
- PA0435 - Foreste montane miste dei Rodopi

## Flora
La flora della regione è molto ricca e conta circa 4500 specie di piante vascolari, 800 specie di muschi, 300 specie di piante non vascolari, 2500 specie di licheni e più di 5000 specie di funghi.

## Fauna
Tra i mammiferi si segnalano due specie di camosci, Rupicapra pyrenaica e R. rupicapra, due specie di stambecchi, Capra pyrenaica e C. ibex, il lupo (Canis lupus), l'orso bruno (Ursus arctos), la lontra europea (Lutra lutra) e la bertuccia (Macaca sylvanus).

## Conservazione
Lo stato di conservazione dell'area è considerato critico. Uno dei fattori che contribuiscono a questo è sicuramente l'elevato livello di antropizzazione del territorio, in cui vivono circa 11 milioni di persone. Sulle montagne vi sono molte destinazioni turistiche, centrali elettriche, industrie e coltivazioni che contribuiscono all'inquinamento dell'aria e dell'acqua. Una delle zone più critiche è quella delle coste della Crimea, dove lo sviluppo turistico è avvenuto in modo disordinato, comportando un degrado del suolo.